# Геодезист

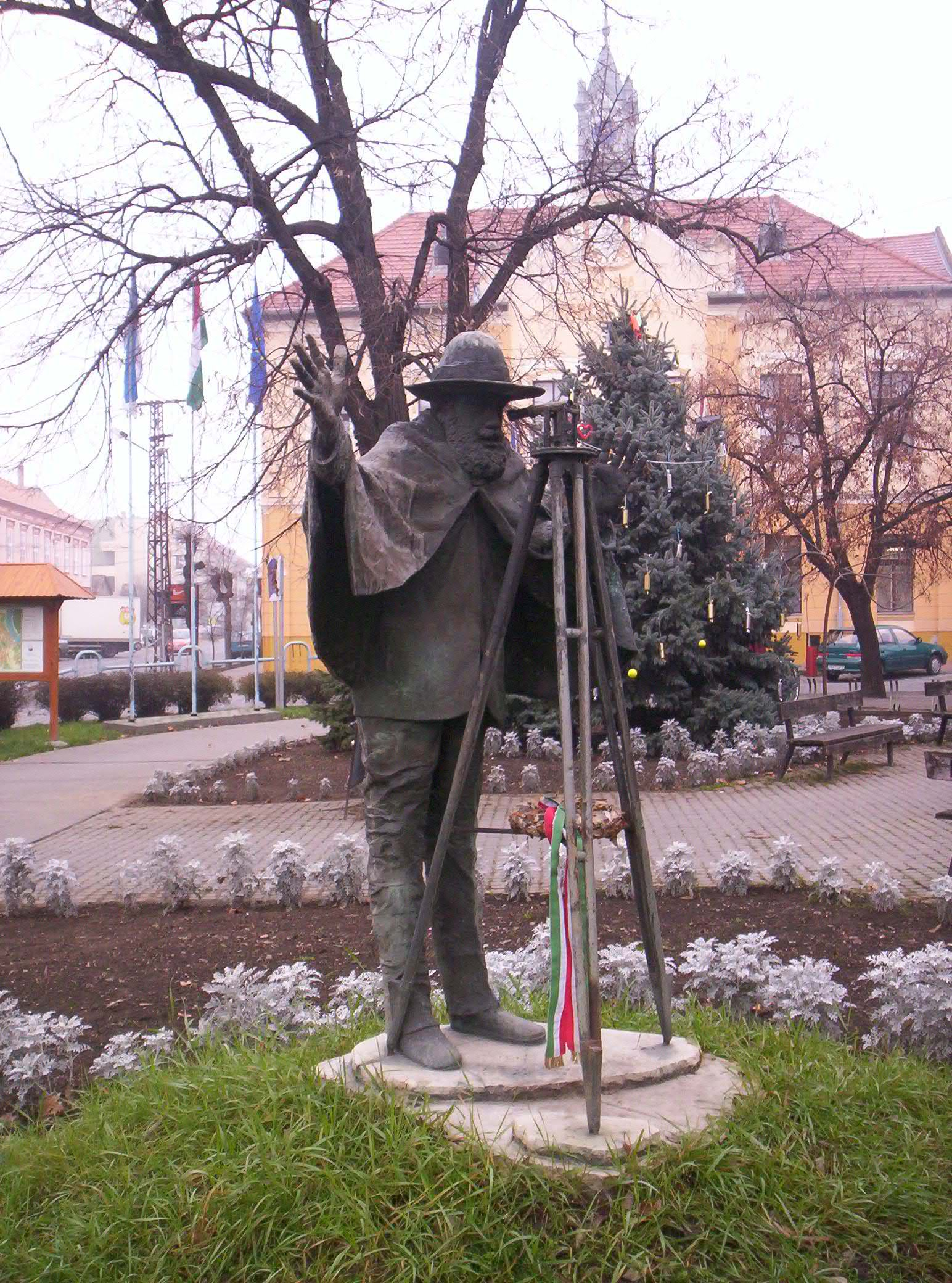
Пам'ятник геодезисту Йожефу Беседешу в Угорщині

Геодезист — назва професії; особа, що займається геодезією.

Ця назва походить з грецької мови — 
грец. γεωδαισία - букв. «ділення землі», від γῆ «Земля» + δαΐζω «ділити».
В роботу геодезиста входить вимірювання відстаней, напрямків, кутів між різними напрямками та визначення координат. Уміння геодезиста потрібні в різних сферах діяльності — в будівельній, гірничій, із землеустрою, при зведенні будинку, шосейної дороги або моста, картографуванні територій.
Згідно з Класифікатором професій ДК 003:2010 Національного класифікатора України професійна назва роботи «геодезист» належить до класифікаційного угруповання «2148.2 Картографи та топографи».

## Цікаві факти
- З 28 травня 2012 року одна з вулиць польського міста Білосток має назву «вулиця Геодезистів».[3] Також такі вулиці у Польщі є у таких містах: Воломін, Пясечно, Вишкув, Ченстохова, Остроленка, Любсько, Варшава, Владиславово, Краків, Бидгощ та Ряшів.
- Під час вступної кампанії 2013 року у Польщі в Варшавській політехніці зафіксовано рекорд зацікавленості геодезією: на 1 місце напрямку геодезія і картографія претендувало 18 кандидатів.[4]